# Municipio de Woodward (Dakota del Norte)
El municipio de Woodward (en inglés: Woodward Township) es un municipio ubicado en el condado de Wells en el estado estadounidense de Dakota del Norte. En el año 2010 tenía una población de 22 habitantes y una densidad poblacional de 0,24 personas por km².

## Geografía
El municipio de Woodward se encuentra ubicado en las coordenadas 47°32′12″N 99°19′9″O / 47.53667, -99.31917. Según la Oficina del Censo de los Estados Unidos, el municipio tiene una superficie total de 93.15 km², de la cual 92,44 km² corresponden a tierra firme y (0,76 %) 0,71 km² es agua.

## Demografía
Según el censo de 2010, había 22 personas residiendo en el municipio de Woodward. La densidad de población era de 0,24 hab./km². De los 22 habitantes, el municipio de Woodward estaba compuesto por el 100 % blancos. Del total de la población el 0 % eran hispanos o latinos de cualquier raza.